# Мальчишник (обряд)

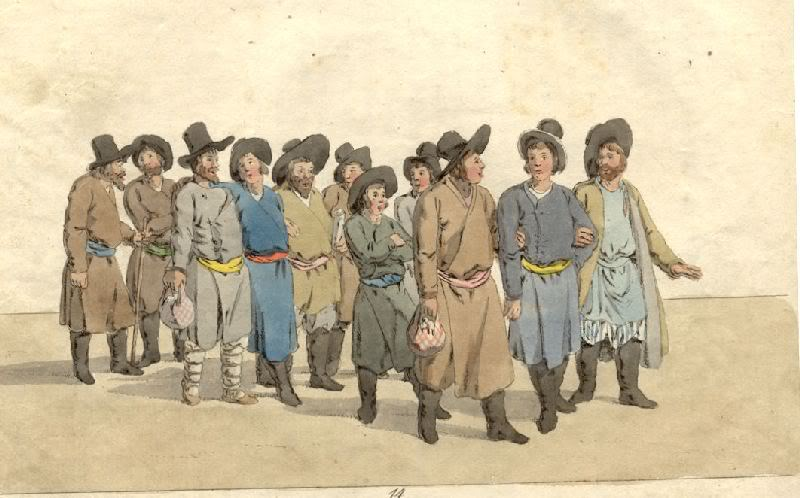
К. Гейслер. Жених по дороге в баню накануне свадьбы. 1801

Мальчишник (парнишник, молодечник, вечерина жениха) — свадебный обряд, день перед свадьбой, либо дни от рукобитья до свадьбы. Пирушка жениха со своими холостыми сверстниками — прощании с холостой жизнью, гульбой, «вольной волюшкой», выход из сообщества неженатых сверстников. Обряд мальчишника возник и получил название по аналогии с девичником.
Также мальчишником может называться  любая мужская вечеринка.

## Обряд у славян
У восточных славян мальчишник распространен не повсеместно и гораздо менее ритуализован, чем девичник. На Русском Севере холостые парни «пропивают» жениха. В Болгарии у жениха накануне свадьбы в некоторых местах затевают игры, надевают маски, загадывают загадки, рассказывают сказки (пловдив.), пародируют невестины засевки, обряд изготовления хлеба (в,-болг.). В Западной Болгарии как вариант мальчишника устраивается ужин в честь свадебного кума (кумова вачер), который с этого времени вступает в свои обрядовые полномочия. У других южных славян мальчишник проходит с угощением, в котором участвуют родственники и друзья жениха, с песнями и плясками. У словаков друзья танцуют с женихом в кругу последний холостяцкий танец (pokonný mládenecký tanec), иногда на мальчишник приходит невеста. У поляков пирушка могла происходить в корчме или в доме свадебного старосты, где пили водку, выставленную женихом по случаю прощания с холостой жизнью. Иногда на мальчишнике могли присутствовать сестры.
Накануне венчания жених посещал баню, но, в отличие от девичника, это было просто мытьё без каких-либо магических действий и обрядов.

## Современные традиции
Теперь мальчишник празднуется в более свободной форме, молодые люди предпочитают бурно отметить последний день перед свадьбой. Это может быть поход с друзьями в сауну, в ресторан, в стриптиз-клуб или интересная вечеринка дома. Если в прошлом организацию мальчишника брал на себя отец или братья, то современный мальчишник чаще организуется друзьями жениха. 
Невеста не присутствует во время проведения мальчишника, как правило, она в это время устраивает подобный вечер с подружками, который называется девичник.
Иногда мальчишник и девичник объединяют в общее празднование.